# San Giovanni Battista dei Fiorentini (titre cardinalice)
Le titre cardinalice de San Giovanni Battista des Fiorentini (Saint Jean-Baptiste des Florentins) est érigé par le pape Jean XXIII le 12 mars 1960 avec la constitution apostolique Ad Romanorum Pontificum. Il est rattaché à l'église San Giovanni Battista dei Fiorentini qui se trouve Via Giulia dans le centre historique de Rome..

## Titulaires
- Joseph-Charles Lefèbvre (1960-1973)
- Juan Carlos Aramburu (1976-2004)
- Carlo Caffarra (2006-2017)
- Giuseppe Petrocchi (depuis 2018)